# آيزو/آي إي سي 8652
آيزو/آي إي سي 8652 (بالإنجليزية: ISO/IEC 8652)‏ هو معيار دولي للغة البرمجة الحاسوبية أيدا، تابع لِلمُنظمة الدولية للمعايير واللجنة الكهروتقنية الدولية. آخر إصدار هو آيزو/آي إي سي 8652:2012، نُشرت في 10 ديسمبر 2012.